# Tage (navire de ligne)
Pour les articles homonymes, voir Tage (homonymie).
Le Tage est un navire de ligne mise en service par la marine française au 19e siècle.

## Historique
En 1824, il sort des chantiers navals de Brest, sur cale, sous le nom de Polyphème, rebaptisé Saint Louis, et finalement Tage le 1er décembre 1832 en l'honneur du combat du Tage. Il est lancé en 1847.
Le 12 février 1855, il s'échoue dans la baie de Kamiesch en Crimée et est remis à flots.
De 1857 à 1858, il est converti en bateau à vapeur.
Du 29 mai 1871 au 1er mars 1872, il sert de navire-prison pour détenir les prisonniers de la Commune de Paris au port de Cherbourg. Charles Rouchy, le conjoint de Victorine Brochet, en fait partie.
Le Tage effectue le dix-huitième convoi de déportés de la Commune qui part le 28 décembre 1876 de l'île d'Aix et arrive à Nouméa en Nouvelle-Calédonie le 22 avril 1877, après 115 jours de voyage,. Ce même convoi comporte aussi 393 transportés, condamnés de droit commun aux travaux forcés (convoi de transportation n° 351).
Par la suite, il transporte des prisonniers en Nouvelle-Calédonie, ou les rapatrie,,, tel le communard Henri Dey. Pendant l’été 1882- 1883, le Tage doit faire face au manque de vent.
Il sert de ponton puis de charbonnière à Brest de 1886 à 1895 et est détruit en 1896.